# Hollisteria lanata
Hollisteria es un género monotípico de plantas pertenecientes a la familia Polygonaceae.  Su única especie: Hollisteria lanata, es originaria de Estados Unidos.

## Taxonomía
Hollisteria lanata fue descrito por  Sereno Watson y publicado en Proceedings of the American Academy of Arts and Sciences 14: 296. 1879.